# Atlanta inclinata
Atlanta inclinata är en snäckart som beskrevs av John Edward Gray 1850. Atlanta inclinata ingår i släktet Atlanta och familjen Atlantidae. Inga underarter finns listade i Catalogue of Life.